# KNVB Beker 1910/11
De KNVB Beker 1910/11 was de dertiende editie van dit voetbaltoernooi.
De Haagse voetbalclub Quick won voor de eerste keer de Holdertbeker met het eerste team nadat het in 1909 en 1910 won met het tweede team. Quick versloeg HFC Haarlem met 1-0.

## Eerste ronde
| Datum            | Thuis                | Uitslag(en) | Uit                |
| ---------------- | -------------------- | ----------- | ------------------ |
| 6 november 1910  | Zeelandia            | 1-3         | DOS                |
| 6 november 1910  | DOSB                 | 0-1         | Volharding         |
| 6 november 1910  | AFC                  | 4-1         | DSV (Delden)       |
| 6 november 1910  | Frisia               | 2-1         | AVV (Amsterdam)    |
| 6 november 1910  | Haarlem              | 5-3         | HBS                |
| 6 november 1910  | Forward (Groningen)  | 1-5         | Blauw Wit          |
| 6 november 1910  | Allen Weerbaar       | 5-0*        | EVV (Enschede)     |
| 6 november 1910  | ZAC                  | 5-0*        | Alcmaria Victrix   |
| 6 november 1910  | Biltsche VC          | 0-1         | Heracles           |
| 6 november 1910  | Wilhelmina           | 1-1 nv      | Be Quick (Zutphen) |
| 13 november 1910 | Be Quick (Zutphen)   | 5-2         | Wilhelmina         |
| 6 november 1910  | Ajax (Amsterdam)     | 2-1         | Rapiditas (Weesp)  |
| 6 november 1910  | Xerxes               | 5-0         | Concordia (Delft)  |
| 6 november 1910  | Bloemendaal          | 0-3         | Hengelo            |
| 6 november 1909  | SVV                  | 5-0*        | SC Enschede        |
| 6 november 1910  | ZVV (Zaandam)        | 4-3         | De Spartaan        |
| 6 november 1910  | Willem II            | 6-1         | Kampong            |
| 6 november 1910  | Neerlandia           | 2-4         | DGS                |
| 6 november 1910  | VVS (Den Haag)       | 4-0         | Sparta (Hilversum) |
| 6 november 1910  | Sparta               | 5-0*        | EDO (Haarlem)      |
| 6 november 1910  | Amstel               | 5-0*        | EMM                |
| 6 november 1910  | RAP                  | 6-3         | HVV                |
| 6 november 1910  | VVA                  | 2-4         | DFC                |
| 6 november 1910  | Victoria (Hilversum) | 0-5*        | Hercules (Utrecht) |
| 6 november 1910  | VFC                  | 1-3         | Tubantia           |
| 6 november 1910  | UVV                  | 0-6         | Velox (Wageningen) |
| 6 november 1910  | Quick (Den Haag)     | 8-1         | HVC                |
| 6 november 1910  | PEC                  | 2-4         | HFC                |
| 6 november 1910  | DEC                  | 4-1         | Neptunus           |
| 6 november 1910  | ODO                  | 0-2         | MVVO               |
| 4 december 1910  | ZFC                  | 1-3         | Go Ahead           |
| 4 december 1910  | Voorwaarts           | 0-5*        | RFC                |

* reglementair. Alcmaria Victrix, EDO (Haarlem), EMM, SC Enschede, EVV (Enschede), Victoria (Hilversum) en Voorwaarts trekken zich terug.

## Tussenronde
| Datum           | Thuis              | Uitslag(en) | Uit                |
| --------------- | ------------------ | ----------- | ------------------ |
| 4 december 1910 | Hercules (Utrecht) | 5-1         | Amstel             |
| 4 december 1910 | DGS                | 5-0*        | ZVV (Zaandam)      |
| 4 december 1910 | AFC                | 6-1         | Ajax (Amsterdam)   |
| 4 december 1910 | HFC                | 5-0*        | Heracles           |
| 4 december 1910 | Xerxes             | 5-0*        | ZAC                |
| 4 december 1910 | SVV                | 5-1         | DFC                |
| 4 december 1910 | Quick (Den Haag)   | 2-1         | Blauw Wit          |
| 4 december 1910 | Velox (Wageningen) | 0-4         | Be Quick (Zutphen) |
| 4 december 1910 | VVS (Den Haag)     | 4-0         | RAP                |
| 4 december 1910 | Haarlem            | 5-0         | Tubantia           |
| 1 januari 1911  | Go Ahead           | 4-1         | Hengelo            |
| 8 januari 1911  | DOS                | 2-1         | Neptunus           |
| 8 januari 1911  | MVVO               | 5-0*        | Frisia             |
| 8 januari 1911  | Sparta             | 3-2         | RFC                |
| 15 januari 1911 | Willem II          | 5-0*        | Volharding         |

* reglementair. Frisia, Heracles, Volharding, ZAC en ZVV (Zaandam) trekken zich terug.

Allen Weerbaar vrijgeloot.

## Tweede ronde
| Datum            | Thuis              | Uitslag(en) | Uit              |
| ---------------- | ------------------ | ----------- | ---------------- |
| 1 januari 1911   | HFC                | 2-0         | Allen Weerbaar   |
| 8 januari 1911   | DGS                | 3-3 nv      | VVS (Den Haag)   |
| 19 februari 1911 | VVS (Den Haag)     | 5-0*        | DGS              |
| 5 februari 1911  | Willem II          | 7-0         | SVV              |
| 19 februari 1911 | Hercules (Utrecht) | 1-2         | Xerxes           |
| 19 februari 1911 | Go Ahead           | 0-6         | Haarlem          |
| 19 februari 1911 | MVVO               | 3-2         | AFC              |
| 26 februari 1911 | Be Quick (Zutphen) | 3-2         | Sparta           |
| 12 maart 1911    | DOS                | 0-8         | Quick (Den Haag) |

* reglementair. DGS trekt zich terug.

## Derde ronde
| Datum         | Thuis              | Uitslag(en) | Uit       |
| ------------- | ------------------ | ----------- | --------- |
| 12 maart 1911 | VVS (Den Haag)     | 1-4         | MVVO      |
| 2 april 1911  | HFC                | 0-2         | Haarlem   |
| 9 april 1911  | Quick (Den Haag)   | 8-1         | Willem II |
| 9 april 1911  | Be Quick (Zutphen) | 0-1         | Xerxes    |

## Halve finales
| Datum         | Thuis   | Uitslag(en) | Uit              | Speelstad                |
| ------------- | ------- | ----------- | ---------------- | ------------------------ |
| 16 april 1911 | Haarlem | 4-3         | MVVO             | Dordrecht, terrein DFC   |
| 30 april 1911 | Xerxes  | 1-2         | Quick (Den Haag) | Delft, terrein Concordia |

## Finale
| Datum      | Winnaar          | #beker | Uitslag | Finalist    |                          |
| ---------- | ---------------- | ------ | ------- | ----------- | ------------------------ |
| 7 mei 1911 | Quick (Den Haag) | 3      | 1-0     | Haarlem (2) | Haarlem, terrein Haarlem |